# Музей естествознания в Тринге
Музей естествознания в Тринге (англ. Natural History Museum at Tring) — зоологический музей в районе Тринг, Великобритания. Основан как частный музей Уолтером Ротшильдом. Долгое время назывался Зоологический музей Уолтера Ротшильда (англ. Walter Rothschild Zoological Museum), с апреля 2007 имеет текущее название. Работает под управлением Лондонcкого Музея естествознания.
На территории музея находится правление Британского союза орнитологов.

## История
Основан У. Ротшильдом в своем владении Тринг-Парк как собрание частных коллекций. Первое здание построено в 1889 году. Открыт для публики в 1892 году. Передан государству в 1937 году.

### Novitates Zoologicae
С 1894 по 1948 год музеем издавался журнал Novitates Zoologicae. Первыми редакторами журнала были сам Ротшильд, Эрнст Хартерт и Карл Йордан.

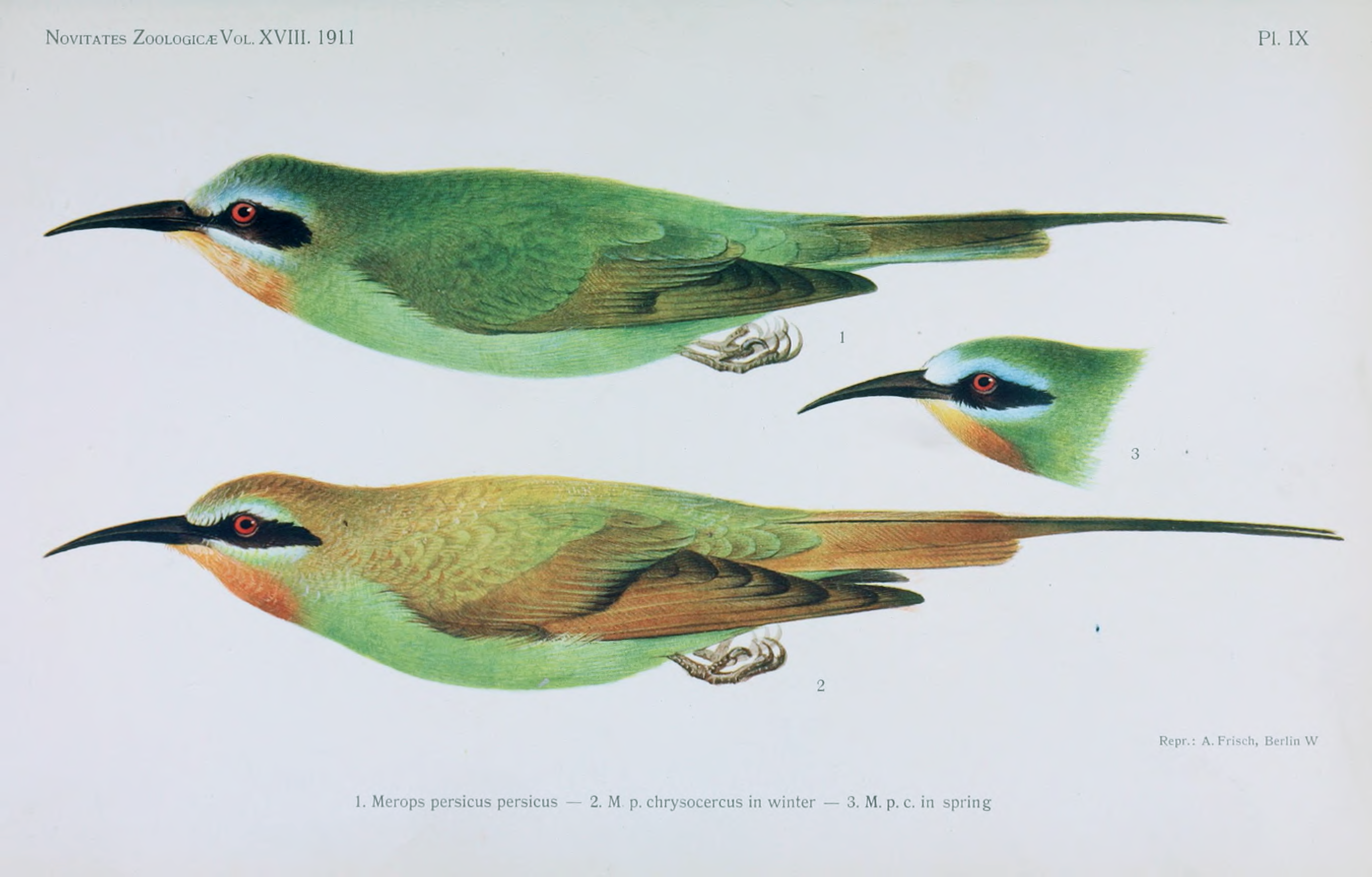
Novitates Zoologicae vol XVII 1911. Илл. Зелёная щурка